# Paukovec
Paukovec is een plaats in de gemeente Sveti Ivan Zelina in de Kroatische provincie Zagreb. De plaats telt 337 inwoners (2001).